# مزيه (مقاطعة دهلران)
مزيه (بالفارسية: مزیه) هي قرية تقع في قسم سيد ناصرالدين الريفي (مقاطعة دهلران) في إيران. يقدر عدد سكانها بـ 0 نسمة بحسب إحصاء 2016.